# Síndrome de la mujer blanca desaparecida

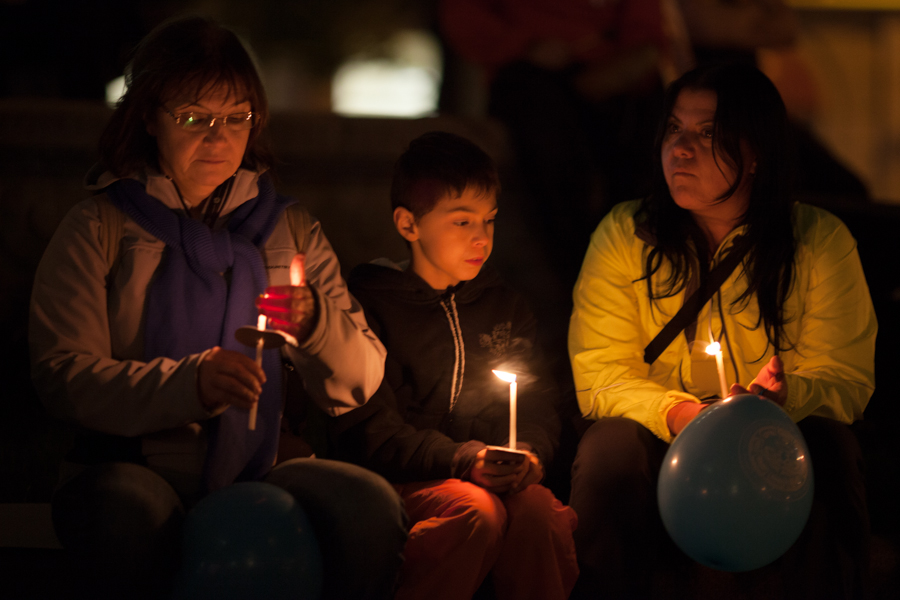
Activistas en Norteamérica denuncian el sesgo racial presente en casos de mujeres indígenas.

El síndrome de la mujer blanca desaparecida (Missing White Woman Syndrome, MWWS, en inglés) es un término usado en las ciencias sociales para referirse a la desproporcionada mayor atención que se da en los medios (televisión, radio y periódicos) a los casos de personas desaparecidas cuando son mujeres jóvenes, atractivas físicamente, de clase media o media alta y de raza blanca, en comparación con los casos de desapariciones de varones, mujeres negras, personas de clase baja o no atractivas. Aunque el término fue acuñado en el contexto de casos de personas desaparecidas, a veces se utiliza para cubrir otros delitos violentos. 

## Rasgos
Los rasgos más característicos para que una desaparecida ocasione el "síndrome de la mujer blanca desaparecida" son su sexo, su raza o etnia, su clase social, su belleza (relativa) y su edad. Los críticos de esta situación mencionan casos donde ocurren desapariciones inexplicables de mujeres, cuando la atención de los mass media se dirige a una cobertura muy amplia de las víctimas si éstas cumplen ciertos caracteres "básicos": mujer blanca, menor de 40 años, con atractivo físico, y de clase media (o mejor aún, familia adinerada), mientras que cualquier persona que no cumple con estos caracteres recibe una mucho menor cobertura o su caso resulta ignorado por la prensa.

## Estudios, reportes y análisis académicos
Existen estudios académicos[¿cuál?] que concluyen que los medios de prensa incluyen relatos criminales protagonizados por una "damisela en apuros" como elemento para captar la atención hacia una víctima privilegiada por la cultura popular en el cine e historietas, pero tal elección implica una discriminación negativa en tanto solo se califica como "damisela en apuros" a víctimas dotadas de rasgos personales subjetivos, mientras se ignora el sufrimiento de otras víctimas que no poseen tales rasgos.
En 2016, Zach Sommers, sociólogo de la Universidad de Northwestern, publicó un estudio en el que explicaba que, si bien existe un conjunto considerable de investigaciones que demuestran que las personas blancas tienen más probabilidades que las personas de color de aparecer en la cobertura de las noticias como víctimas de delitos violentos, hay relativamente poca diferencia cuando se trata de casos de personas desaparecidas. Sommers cruzó la cobertura de personas desaparecidas de cuatro medios de comunicación nacionales y regionales con la base de datos de personas desaparecidas del FBI. Encontró que dos grupos: los varones y las personas de raza negra tenían una probabilidad desproporcionadamente menor de aparecer en las noticias en comparación con sus índices de desaparición. Sommers también descubrió que entre las personas desaparecidas que aparecían en las noticias, la cobertura era mucho más intensa (se escribían más artículos) en el caso de las mujeres y niñas blancas que en el de otros grupos demográficos.

## Casos
Un caso mencionado en Estados Unidos como inicio de la discusión sobre este "síndrome" se basa en la cobertura de la desaparición de la estudiante Natalee Holloway (18 años) en mayo de 2005 y del ama de casa LaToyia Figueroa (24 años) ese mes. En este caso, parte de la opinión pública de EE. UU. advirtió que los medios dedicaban amplios espacios a la desaparición de Holloway en Aruba incluyendo datos irrelevantes para la investigación, como sus gustos musicales o entrevistas a sus excompañeros de escuela, al extremo de planificarse una "expedición" no oficial a Aruba para una búsqueda privada de Holloway, mientras que la cobertura hacia la desaparición de Figueroa (quien además estaba embarazada al desaparecer) resultaba minúscula y fue pronto olvidada.  El paradero de Holloway sigue en el misterio y fue declarada muerta en 2012, mientras que el cadáver de Figueroa fue hallado en agosto de 2005 y se descubrió que murió asesinada por el padre de su hijo no nato.
Un caso similar ocurrió cuando un ama de casa californiana, Laci Denise Peterson, desapareció de su hogar en diciembre del 2002 y asesinada por su esposo estando embarazada de su primer hijo. La cobertura fue enorme, alcanzando no solo al estado de California sino a todo el territorio estadounidense.[cita requerida] En contraste, la inmigrante salvadoreña Evelyn Hernández recibió cobertura periodística solo de la televisión local de su ciudad de residencia, San Francisco, pese a también estar embarazada al momento de su desaparición en abril del 2003.
En España, por ejemplo, está el caso de la desaparición de Iván Durán Valverde, de 30 años, a quien se le perdió la pista en Bayona el 25 de agosto de 2016. Dicha desaparición pasó prácticamente desapercibida en los medios, mientras que la desaparición de Diana Quer, ocurrido sólo 5 días antes, había recibido una atención excesiva por parte de los mismos medios.